# Gustaph
Gustaph, właśc. Stef Caers (ur. 5 lipca 1980 w Leuven) – belgijski piosenkarz. Reprezentant Belgii w 67. Konkursu Piosenki Eurowizji (2023).

## Życiorys
Rozpoczął tworzyć muzykę w wieku 13 lat, a cztery lata później podpisał pierwszy kontrakt z wytwórnią. W szkole średniej uczęszczał do akademii śpiewu Muziek-Woord-Dans w Heist-op-den-Berg.
Profesjonalną karierę muzyczną rozpoczął podczas studiów w Konserwatorium Królewskim w Gandawie, początkowo używając pseudonimu „Steffen”. W 2000 roku wydał singiel „Gonna Lose You”, z którym zajął 22. miejsce na flanderskiej liście przebojów Ultratop 50 Singles, a tego samego roku z tym utworem zwyciężył kategorię debiutów w plebiscycie Radio 2 Summer hit. Następnie wydał swój drugi singiel, „Sweetest Thing”, który nie odniósł sukcesu, przez co Caers zajął się głównie pisaniem i komponowaniem muzyki dla innych artystów, jak i jej produkcją. Tworzył jingle dla stacji radiowych, m.in. Radio Donna i Q-music, ale pozostał aktywny na scenie, będąc pianistą lub wokalistą wspierającym dla innych wokalistów, jak np. Natalia i Truus Druyts, Lady Linn, Mama's Jasje, Willy Sommers i raper Krewcial, oraz zespołów Zap Mama i Moiano.
W 2008 roku zaczął występować solowo pod pseudonimem artystycznym Gustaph. W 2012 roku został wokalistą i pisarzem tekstów dla zespołu Hercules & Love Affair. Opuścił grupę w 2018. Jest nauczycielem w akademii muzycznej Hogeschool w Gandawie w obrębie gatunków pop i jazz. W 2016 flamandzki nadawca publiczny Vlaamse Radio- en Televisieomroeporganisatie (VRT) zaproponował mu udział w krajowych eliminacjach do 61. Konkursu Piosenki Eurowizji, jednak z powodu problemów z harmonogramem nie mógł w nich wystąpić. Od tego czasu wystąpił on w charakterze chórzysty w trakcie eurowizyjnych występów reprezentantów kraju: Sennek (w 2018) i Hooverphonic (w 2021).
W 2023 roku wziął udział w krajowych eliminacjach do 67. Konkursu Piosenki Eurowizji z piosenkami „Because of You” i „The Nail”; ostatecznie przystąpił do finału z utworem „Because of You”, z którym 14 stycznia 2023 zwyciężył, uzyskując tym samym prawo do reprezentowania Belgii na Eurowizji 2023. 13 maja wystąpił w finale konkursu i zajął w nim siódme miejsce.

## Życie prywatne
Jest gejem. Pytany o początki swojej kariery, w 2023 opisał, że z powodu warunków ówcześnie panujących na estradzie odczuwał, że nie może upublicznić swojego homoseksualizmu, a jego zbiór muzyczny nie odpowiadał jego prawdziwemu stylowi. Zamężny z Jeroenem Lommelenem.

## Dyskografia
Single
| Rok  | Tytuł                                    | Najwyższa pozycja na liście | Album |
| Rok  | Tytuł                                    | BEL (Fl)                    | Album |
| ---- | ---------------------------------------- | --------------------------- | ----- |
| 2000 | „Gonna Lose You”                         | 22                          | –     |
| 2000 | „Sweetest Thing”                         | –                           | –     |
| 2011 | „Same Thing”                             | –                           | –     |
| 2011 | „Jaded”                                  | –                           | –     |
| 2020 | „Second Coming” (gościnnie: Adam Joseph) | –                           | –     |
| 2022 | „Call” (gościnnie: Lady Linn)            | –                           | –     |
| 2023 | „Because of You”                         | 3                           | –     |
| 2023 | „The Nail”                               | –                           | –     |